# Eucalyptus caliginosa
Eucalyptus caliginosa är en myrtenväxtart som beskrevs av William Faris Blakely och Mckie. Eucalyptus caliginosa ingår i släktet Eucalyptus och familjen myrtenväxter. Inga underarter finns listade i Catalogue of Life.